# Galepsus malawiensis
Galepsus malawiensis är en bönsyrseart som beskrevs av Max Beier 1969. Galepsus malawiensis ingår i släktet Galepsus och familjen Tarachodidae. Inga underarter finns listade i Catalogue of Life.